# A Hoàng
A Hoàng, né le 31 juillet 1995, est un footballeur international vietnamien de l'ethnie Giẻ Triêng (vi) jouant au poste de défenseur pour le club de Hoàng Anh Gia Lai en V.League 1.